# كلوديا أورسيني
كلوديا أورسيني (26 فبراير 1992 بباستيا في فرنسا - ) (بالفرنسية: Claudia Orsini)‏ هي لاعبة كرة قدم فرنسية في مركز الدفاع. لعبت مع Montpellier HSC (women) ‏.

## وصلات خارجية
- كلوديا أورسيني على موقع الاتحاد الأوربي (الإنجليزية)
- كلوديا أورسيني على موقع قاعدة بيانات كرة القدم.إي يو (الإنجليزية)
- كلوديا أورسيني على موقع Soccerway.com (الإنجليزية)